# Reiheschank
Der Reiheschank war bis in das 19. Jahrhundert hinein eine Form der Schankgerechtigkeit. Im Gegensatz zum Krugrecht, das auf einem bestimmten Schankgut lag, ging der Reiheschank unter den Vollmitgliedern einer Altgemeinde der Reihe nach um (daher auch der Name). Der Reiheschank konnte sich auf den Ausschank von Wein oder Bier beziehen. Neben dem Wein aus eigenem Anbau, den die damaligen Weingutsbesitzer sowieso ausschenken durften, konnte es sich zur Zeit des Besitzes des Reiheschankrechts beim Bier neben dem eigengebrauten Hausbräu zusätzlich auch um zugekauftes Bier aus einem amtlich festgelegten Umkreis oder von einer extra dafür zugelassenen Brauschenke handeln.
Das Haus, das gerade das Recht des Reiheschanks besitzt, wurde z. B. durch ein sogenanntes Bierzeichen markiert. Diese konnten vor dem Haus aufgestellte sogenannte Bierkegel sein oder es waren an einer sogenannten Bierstange aufgehängte Gegenstände wie z. B. ein hölzernes Sieb, ein grüner Kranz oder eine grüne Rute je nach Gewohnheitsrecht der Ortschaft. Stattdessen wurden später auch Schilder mit einem aufgemalten Bierkrug ausgesteckt.